# Żarnów

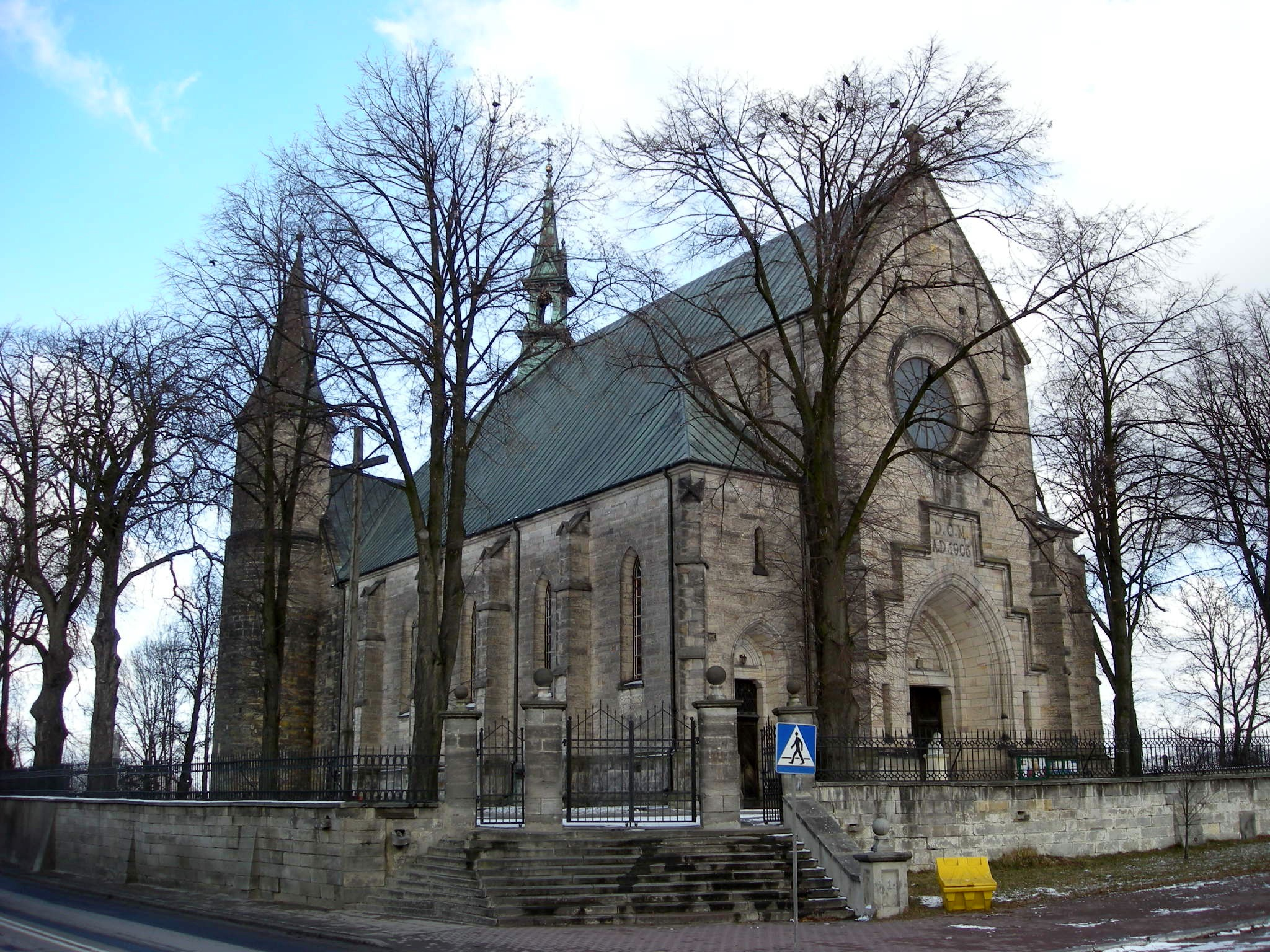
Iglesia de San Nicolás en Żarnów

Żarnów, es un pueblo situado en el Distrito de Opoczno del Voivodato de Łódź, en Polonia. Es uno de los ocho municipios que componen al distrito de Opoczno junto con: Drzewica, Opoczno, Białaczów, Mniszków, Paradyż, Poświętne y Sławno. Se ubica a aproximadamente 18 kilómetros al suroeste de Opoczno y 77 km (48 mi) km al sur-este de la capital regional, Łódź. El pueblo tiene una población de 870 personas y pertenece a la provincia histórica de Polonia Menor. Su nombre probablemente proviene de la frase en polaco -miejsce żarn - «área quemada», usada para referirse a la técnica de quemar bosques para abrir campos de cultivo empleada por los pueblos eslavos. Żarnów Tiene una historia extensa, la primera mención escrita de este municipio data del año 1065. En los primeros años del Estado Polaco fue un centro urbano de mayor importancia dada su alta población, cosa que con el tiempo cambió, puesto que actualmente su población se sitúa por debajo de las mil personas. A lo largo de la historia Żarnów ha vivido varias convulsiones, siendo el hito más importante, la batalla que lleva su nombre (Batalla de Żarnów) durante la cual los invasores suecos derrotaron a las fuerzas polacas en el marco de la invasión sueca de Polonia en 1655.